# Gelée (cuisine)
Pour les articles homonymes, voir Gelée.
La gelée est une préparation culinaire entrant dans la composition, ou servant d'élément de décoration ou d'enrobage, dans plusieurs plats. Elle est élaborée à l'aide d'un liquide et de gélifiants rapportés (d'origine animale telle que la gélatine, ou végétale telles que les pectines, alginates, carraghénanes, agar-agar, etc.), ou résultant de la dissolution d'une de ces matières issues du produit cuisiné. C'est le cas de la gelée de poisson ou de la pectine présente dans la gelée de pommes. Sur le plan chimique, toutes ces gelées partagent une structure commune, celle des gels.

## Gelées formées par les composants des produits cuisinés
Le principe de base est de faire cuire les aliments contenant naturellement des gélifiants dans de l'eau bouillante ou dans un fond ou fumet, puis de filtrer et de faire refroidir ce bouillon. Le fonds de gelée ainsi obtenu est ensuite aromatisé, éventuellement clarifié et utilisé tel quel (gelées de pommes, de groseilles) ou sert à enrober le constituant de base (poisson en gelée par exemple), qui est impérativement servi froid, puisque la gelée se liquéfie à la chaleur.

### Gelée de poisson
Elle est obtenue par dilution dans l'eau chaude de substances contenues dans la peau, les nageoires et les arêtes — ensemble désigné sous le nom de « parures » — de poissons blancs. Aux XVIIIe et XIXe siècle, elle était recomposée à partir d'ichtyocolle (ou colle de poisson) diluée dans de l'eau. Cette colle de poisson était même recommandée pour fabriquer les gelées de fruits.
Afin de donner du goût, l'eau de cuisson peut être additionnée de substances aromatiques (oignons, champignons, queues ou racines de persil, thym, feuille de laurier, jus de citron) et prend après cuisson le nom de fumet de poisson.
Une ancienne recette consiste à faire cuire les parures dans moitié fumet de poisson, moitié vin rouge.

### Gelée à base de porc
Dans la cuisine traditionnelle française, elle est rarement utilisée seule, à l'exception du jus de cuisson des charcuteries de type fromage de tête. Les couennes de porc fraîches sont une source de la gélatine produite par l'industrie agro-alimentaire ; elles sont quelquefois utilisées en cuisine en raison de ce pouvoir gélifiant, en adjonction d'autres viandes pour donner une gelée de viande, ou directement ajoutées dans les plats pour la composition des sauces.

### Gelée de veau
Elle provient des cartilages dissous dans de l'eau bouillante d'os de veau, préférentiellement issus de la tête ou des pieds de veau. Il s'agit aussi d'une gélatine. Additionné d'aromates (carottes, oignons, céleri, poireaux, bouquet garni), de viande de veau et de bœuf et d'os concassés, le bouillon obtenu pour préparer la gelée devient un « fonds de viande », de couleur pâle s'il est préparé tel quel (fonds blanc), ou foncée si les os concassés sont préalablement grillés sur une plaque au four et accompagnés du jus de déglaçage.

### Gelée de pomme
Les pommes étant naturellement riches en pectines, il n'y a pas besoin d'additifs pour la confectionner : les pectines se libèrent au cours de la cuisson.

### Gelée de légumes
Certains légumes contenant naturellement de la pectine et en particulier les dicotylédones, tels que les fèves, les haricots blancs ou les haricots verts. Il est possible de les utiliser pour fabriquer des gelées. Le Larousse gastronomique donne ainsi une recette à base de fèves.

## Clarification des gelées
Afin d'obtenir des gelées plus goûteuses et plus limpides, il est possible de procéder à une clarification. L'opération consiste à ajouter en fin de cuisson de la viande de bœuf hachée et du blanc d'œuf (pour les gelées à base de viande) ou uniquement du blanc d'œuf. La cuisson est prolongée d'une vingtaine de minutes, le blanc coagulé qui remonte à la surface est retiré et le tout est ensuite filtré à travers un linge humide,.

## Coloration
Traditionnellement, elle peut se faire à partir de sucs d'os de viande caramélisés ou de caramel. Antonin Carême indiquait une recette d'un caramel obtenu à partir de sucre en poudre cuit à sec et à feu très doux pendant une quinzaine de minutes puis légèrement additionné d'eau et monté en température permettant d'obtenir une couleur rouge ambrée.
Au XIXe siècle, une mode consistait à présenter deux types de gelées, l'une blanche et l'autre colorée.
Dans les produits industriels, le colorant caramel reste utilisé comme additif alimentaire pour obtenir cette couleur ambrée ; des colorants divers sont aussi utilisés dans la jelly et les confiseries.

## Gelées reconstituées
Ces gelées sont fabriquées à partir de gélifiants de base qui ont généralement été déshydratés et se présentent sous forme de feuilles, de copeaux ou de poudres qu'il faut réhydrater. Hors de France, le plat sans doute le plus connu est la jelly, un dessert constitué exclusivement de gélifiant, d'eau aromatisée et de colorant.

## Présentation

### Croutons de gelée
Il s'agit d'une gelée très ferme découpée en triangles et qui sert à la décoration des plats.

### Gelée hachée
Employée dans un but décoratif, cette gelée est hachée au couteau sur un support constitué d'un torchon humide très froid puis transvasée à la cuiller sur le plat à décorer.

### Desserts
- Gelée anglaise
- Götterspeise (de), nom d'un dessert allemand à base de gélatine.
- Panna cotta, dessert traditionnel italien, à base de crème, lait, sucre, et gélatine.

## Force d'une gelée
La force d'une gelée, ou capacité cohésive, est exprimée par un indice, appelé indice de Bloom ou degré Bloom. Il mesure la force à appliquer à un cylindre de 12,5 mm de diamètre pour qu'il s'enfonce de 4 mm dans une solution concentrée à 6,67 % dans l'eau pure, et stockée à 10 °C pendant 16 à 18 heures. Si la force à appliquer est de 50 g, le degré Bloom est de 50. Les produits du commerce destinés à fabriquer de la gelée reconstituée indiquent cet indice qui est compris entre 50 et 300. À Bloom inégal, il est nécessaire d'ajouter une proportion d'eau variable pour obtenir une force équivalente. Ainsi 12 g de gélatine à 200 Blooms équivalent à 13 à 14 g de gélatine à 130 blooms.